# کووی
کووی (انگلیسی: COWI) شرکت مهندسی دانمارکی است، که در سال ۱۹۳۰ تأسیس شد.